# Demansia papuensis
Demansia papuensis là một loài rắn trong họ Rắn hổ. Loài này được Macleay mô tả chính thức lần đầu tiên vào năm 1877.